# Electra tenella
Electra tenella är en mossdjursart som först beskrevs av Walter Douglas Hincks 1880.  Electra tenella ingår i släktet Electra och familjen Electridae.
Artens utbredningsområde är havet kring Nya Zeeland. Inga underarter finns listade i Catalogue of Life.